# Cratere Kipini
Kipini  è un cratere sulla superficie di Marte.